# First Capital Connect
First Capital Connect était une entreprise ferroviaire britannique créée le 1er avril 2006 par reprise des concessions de wagn (West Anglia Great Northern Railway) et de Thameslink.

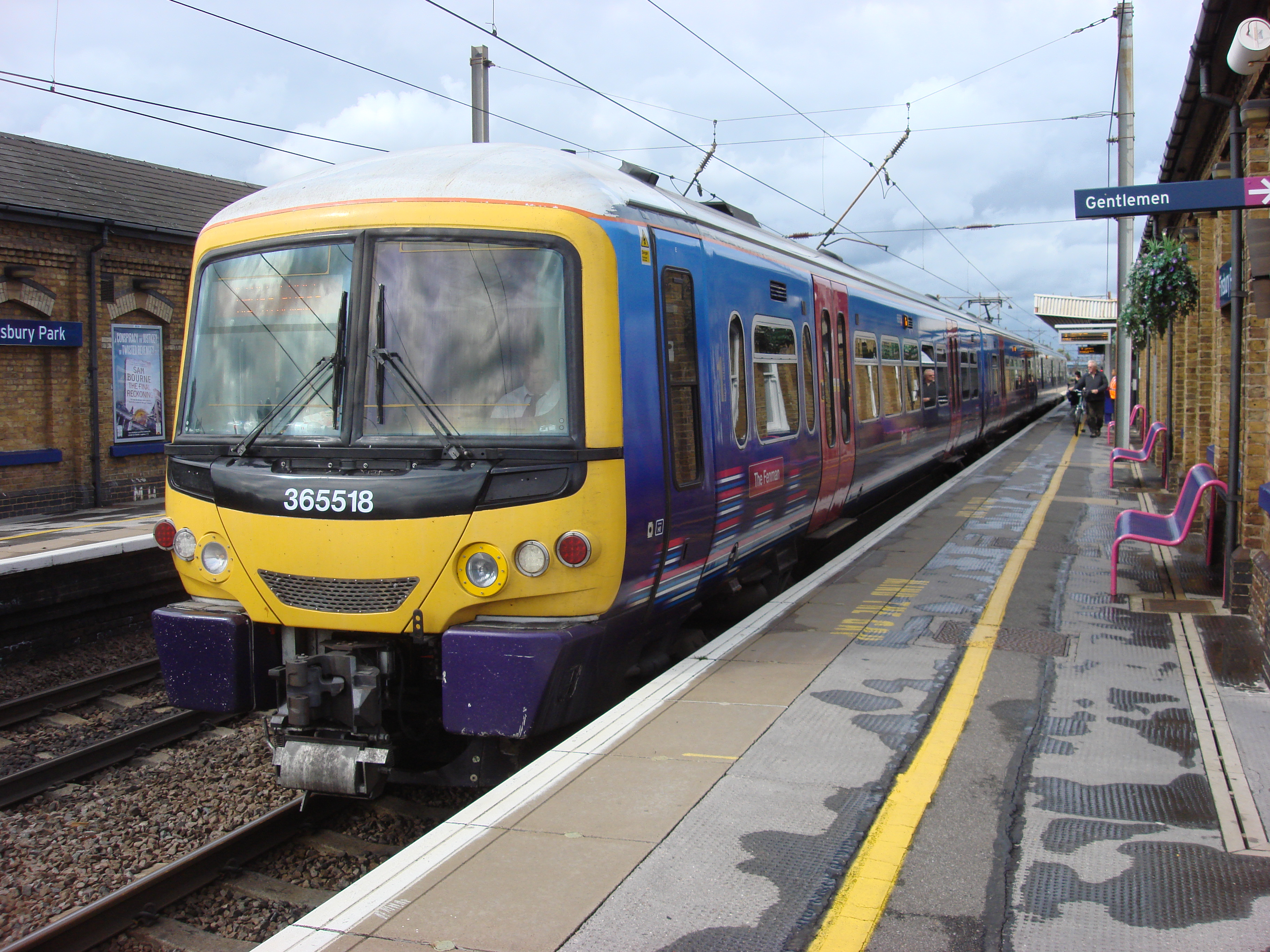

Wagn exploitait des services de banlieue au départ des gares de King's Cross et de Moorgate à Londres.
Thameslink exploitait une concession située dans la région de Londres. Elle comportait 225 km de lignes, et 50 gares selon un axe Nord-Sud entre Bedford et Brighton via Londres par le tunnel de Snow Hill.